# Фоминское (Нижегородская область)
Фоминское — деревня в составе Большеарьевского сельского совета Уренского района Нижегорожской области.

## География
д. Фоминское расположена на левом береге реки Шалежка.
в 210 км от областного центра Нижний Новгород, в 13 км от районного центра Урень
В 1,5 км от поселка Арья и 2,5 км от одноименной ж/д станции.

## Инфраструктура
В 1км находится комбинат ЖБИ.

## Население
| 2002 | 2010 |
| ---- | ---- |
| 33   | ↘29  |

В деревне 21 дом, из них постоянно обитаемы лишь 9. Население около 25 человек.